# Oleg Karavaïtchouk
 (juin 2016).
Si vous disposez d'ouvrages ou d'articles de référence ou si vous connaissez des sites web de qualité traitant du thème abordé ici, merci de compléter l'article en donnant les références utiles à sa vérifiabilité et en les liant à la section « Notes et références ».
Oleg Nikolaïevitch Karavaïtchouk (en russe Олег Николаевич Каравайчук - 28 décembre 1927, Kiev - 13 juin 2016, Saint-Pétersbourg) est un pianiste et compositeur russe, célèbre pour ses improvisations, ses performances et ses musiques de film.

## Biographie
Lorsque Oleg a quatre ans, la famille déménage à Leningrad.Son père violoniste travaille au département de musique des studios Lenfilm, sa mère - à l'école.
Il compose dès l'enfance de la musique, sa carrière pianistique commence très tôt : en avril 1937, à l'âge de 9 ans, il interprète sa propre composition, Berceuse, sur la scène de la Grande Salle du Conservatoire de Moscou.
Il sort diplômé de l'École de musique de piano du Conservatoire de Leningrad en 1945, présentant à l'examen ses propres improvisations sur Bach.
En mars 1943, il participe à un concert de jeunes musiciens à l'occasion du 80e anniversaire du conservatoire de Tachkent.
De 1945 à 1951, il étudie au Conservatoire de Leningrad, dans la classe de piano de Samarium Savchinsky (ru).
En 1953, il reçoit sa première commande de musique de film, début d'une longue carrière qui le voit collaborer avec notamment Sergei Paradjanov, Vasily Shukshin, Ilya Averbakh (ru), ou encore Kira Mouratova (Brèves rencontres, Longs Adieux). Plusieurs prix distingueront ses compositions.
Mais dès la fin des années 1950, il se fait remarquer par son aspect, son comportement, son mode de vie de plus en plus excentrique (cheveux longs, voix androgyne, sa manière de marcher, parler et aussi ses propos poétiques, polémiques... ), allant parfois jusqu'à provoquer le scandale. Il est alors souvent qualifié de compositeur fou. Au début des années 1960, il ne peut que s'éloigner de la scène musicale officielle.
Il n'y reviendra que de deux décennies plus tard, en avril 1984, lors d'un concert, où le public découvre un pianiste virtuose dans ses interprétations de Moussorgski et Beethoven. Succès qui deviendra international, à la suite d'un voyage au Royaume-Uni, où à l'occasion d'un passage à la BBC, le public anglais découvrant alors un brillant compositeur.
Avec une très forte volonté d'indépendance et en dépit de difficultés financières, Oleg Karavaïtchouk refuse toutes les offres qu'il juge trop commerciales et ne s'implique que sur des projets qu'il estime artistiques et créatifs. Oleg Karavaïtchouk a ainsi participé à de nombreux projets d'avant-gardes, notamment avec Sergueï Kouriokhine. Il a par ailleurs parrainé la compositrice Mariana Tsoï (ru) jusqu'à sa mort en 2005.
Ses dernières années, Oleg Karavaïtchouk a donné de nombreux concerts, parfois proches de la performance, mêlant généreusement musique, danse (qu'elle soit classique ou moderne), poésie et vidéo. On le voit ainsi donner un concert avec une taie sur la tête, ou jouant à genoux du piano. Il lui arrive de s'arrêter de jouer, pour écrire des textes, des lettres. Le compositeur explique lui-même que toutes ces mises en situation sont motivées par le besoin de se concentrer et de rester seul avec sa musique.
En 2009, il participe à la pièce Journal d'un fou donnée à Saint-Pétersbourg, en l'honneur du 200e anniversaire de la naissance de Nikolaï Gogol. La même année, il reçoit le prix Sergueï Kouriokhine, pour services rendus au développement de l'art contemporain, attribué par la Fondation et le Centre Sergei Kuryokhin.
Pendant des années, Oleg Karavaïtchouk a vécu avec sa mère sur l'île Vassilievski, il vivait ces dernières années à Komarovo.

## Œuvres

### Musique de film (sélection)
- 1953 : Aliocha Ptitsyne se forge un caractère (Алёша Птицын вырабатывает характер) d'Anatoli Granik (ru)
- 1955 : Deux capitaines (Два капитана) de Vladimir Venguerov
- 1956 : Les Soldats (Солдаты) d'Aleksandre Ivanov (ru)
- 1962 : Jamais (ru) (Никогда) de Piotr Todorovski
- 1967 : Brèves rencontres (Короткие встречи) de Kira Mouratova
- 1971 : Chronomètre (ru) (Секундомер) de Rezo Esadze
- 1971 : Longs Adieux (Долгие проводы) de Kira Mouratova
- 1972 : Monologue (Монолог) d'Ilya Averbakh (ru)
- 1974 : Xenia, épouse de Théodore (Ксения, любимая жена Фёдора) de Vitali Melnikov
- 1992 : La Jambe (Нога) de Nikita Tiagounov (ru)
- 1994 : L'Année du Chien (Год собаки) de Semion Aranovitch
- 2001 : Nuit noire (Тёмная ночь) d'Oleg Kovalov (ru)

Au total, plus de 150 documentaires et longs métrages.

### Mise en scène
- La Punaise (2011)

## Distinctions
- 2002 - prix de la meilleure musique de film pour Nuit noire (2001, dirigé par O. Kovalov).
- 2009 - Prix Sergueï Kouriokhine du Centre d'Art moderne de Saint-Pétersbourg, pour mérites dans le développement de l'art contemporain.

### Filmographie
- Andres Duque, Oleg et les arts bizarres, 2015